# Antonio Ricciulli
Antonio Ricciulli (Rogliano, 30 maggio 1582 – Napoli, maggio 1643) è stato un arcivescovo cattolico italiano.

## Biografia
Nacque a Rogliano nel 1582, figlio di Sempronio. Esponente di una nobile famiglia, fu patrizio di Reggio Calabria. Suo fratello Girolamo fu anch'egli vescovo.
Probabilmente si laureò in utroque iure a Roma, avviandosi all'avvocatura in "Aula romana". 
Inizialmente godette della protezione di Orazio Ludovisi, fratello di papa Gregorio XV, mentre dal 1623 passò al servizio di Urbano VIII.
Fu con quest'ultimo che prese avvio la sua carriera ecclesiastica: il 30 settembre 1626, dopo la morte del fratello, il papa lo nominò vescovo di Belcastro, ricevendo la consacrazione episcopale il 16 novembre successivo, mentre il 24 novembre dell'anno successivo lo nominò vicegerente della diocesi di Roma. 
Come vicegerente fu investito di competenze in materia di giurisdizione civile e criminale, e inoltre nel 1632 concesse l'imprimatur al Dialogo sopra i due massimi sistemi del mondo di Galileo Galilei. Egli, attraverso l'impiego della clausola si videbitur, lasciava la decisione finale al maestro del Sacro Palazzo apostolico. Ma probabilmente l'autorizzazione alla stampa del Dialogo lo mise in difficoltà col pontefice. In ogni caso, nel maggio 1632 rinunciò all'incarico di vicegerente.
Il 16 febbraio 1632 Urbano VIII lo nominò vescovo di Umbriatico, mentre l'anno successivo divenne ministro delegato del sant'Uffizio a Napoli, su proposta del viceré. Mantenne quest'ultimo incarico fino alla morte. 
Egli, seppur dispensato dall'esercizio dell'incarico vescovile per via di quello al sant'Uffizio, visitò due volte la diocesi di Umbriatico, occupandosi dei problemi liturgici dovuti alla presenza della comunità italo-albanese di rito bizantino. 
Il 7 febbraio 1639 lo stesso pontefice lo trasferì alla sede di Caserta, mentre il 27 novembre 1641 lo elevò alla dignità di arcivescovo metropolita, assegnandogli la sede di Cosenza. Nel 1642 celebrò il sinodo diocesano.
Morì a Napoli nel 1643

## Successione apostolica
La successione apostolica è:
- Vescovo Benedetto Mandina, C.R. (1642)